# El Hadjira
El Hadjira är en ort i Algeriet.   Den ligger i provinsen Ouargla, i den norra delen av landet, 500 km söder om huvudstaden Alger. El Hadjira ligger 130 meter över havet och antalet invånare är 39 744.
Terrängen runt El Hadjira är platt. Runt El Hadjira är det mycket glesbefolkat, med 2 invånare per kvadratkilometer. Det finns inga andra samhällen i närheten. Trakten runt El Hadjira är ofruktbar med lite eller ingen växtlighet.